# Mikojan Projekt 1.44
Mikojan Projekt 1.44/1.42 MFI (rusko Микоян МиГ-1.44 МФИ; NATO oznaka: Flatpack) je bilo predlagano sovjetsko (rusko) dvomotorno lovsko letalo. Bil je odgovor na ameriški Advanced Tactical Fighter (ATF). Mig 1.44 uporablja tehnologijo lovcev pete generacije: supermanevrirnost, nadzvočno križarjenje brez uporabe dodatnega zgorevanja, moderno avioniko in tehnologijo manjše radarske opaznosti - stealth, vendar ne v takšnem obsegu kot Lockheed Martin F-22 Raptor.
Zaradi razpada Sovjetske zveze je bilo pri razvoju kronično pomanjkanje sredstev. Prvič je poletel februarja 2000, devet let kasneje kot predvidevano.
MiG 1.44 naj bi nasledil lovce kot so Suhoj Su-27.
Mikojan je razvijal dva koncepta: težki večnamenski lovec MFI (mnogofunkcionalnij frontovoj istrebitelj) in lažji LFI (ljogkij frontovoj istrebitelj). Da bi zmanjšali stroške razvoja so uporabili čim več skupnih delov.

## Tehnične sepcifikacije (Projekt 1.42/44)
Opomba: Okvirne specifikacije
Splošne karakteristike
- Posadka: 1
- Dolžina: 19 m (63 ft)
- Razpon kril: 15 m (50 ft)
- Višina: 4,50 m (15 ft)
- Teža praznega letala: 18000 kg (40000 lb)
- Naložena teža: 28000 kg (62000 lb)
- Maks. vzletna teža: 35000 kg (77000 lb)
- Pogon letala: 2 × Ljulka AL-41F turbofana z dodatnim zgorevanjem, 176 kN (39680 lb) vsak

 Zmogljivost 
- Maks. hitrost: Mach 2,6 [5] (2760 km/h, 1725 mph)
- Doseg: 4000 km (2500 mi)
- Višina leta: 21555 m (70720 ft)

Oborožitev

- Top: 1× 30 mm Ižmaš GSh-301, 250 nabojev
- Rakete: R-77 (AA-12 Adder) radarsko vodene rakete s srednjim dosegom, R-73 (AA-11 Archer) IR-vodene s kratkim dosegom, K-37 radarsko vodene rakete z dolgim dosegom, K-74 IR-vodene s kratkim dosegom
- Tovor: širok izbor vodenih raket, bomb ali prostopadajočih bomb